# Cold Shoulder
Cold Shoulder ist ein Song der britischen Sängerin Adele. Das Stück wurde im April 2008 als dritte Single aus dem Debütalbum 19 ausgekoppelt. Es ist der einzige Titel des Albums, der von Mark Ronson produziert wurde.
Der Song hatte in der Show Friday Night with Jools Holland Premiere; das Musikvideo zu Cold Shoulder wurde im Februar 2008 in London gedreht.
laut.de bewertet das Lied als „verhältnismäßig üppig instrumentiert und ungewohnt rhythmisch“. Die Berner Zeitung vergleicht das Lied wegen der „hippen Mark-Ronson-Rhythmen“ mit Back to Black von Amy Winehouse.
Basement Jaxx veröffentlichte eine Remixversion des Liedes.

## Charts
In der britischen Hitparade erreichte Cold Shoulder mit Platz 18 seine Höchstplatzierung. In Belgien war das Lied vor allem in den Flandern erfolgreich und erreichte Platz 3, in Wallonien belegte es Platz 19 der Charts. In den Niederlanden erreichte Cold Shoulder Platz 28 der Hitparade.
In den britischen Jahrescharts erreichte Cold Shoulder Platz 192.